# Зуррік (футбольний клуб)
Футбольний клуб «Зуррік» (англ. Żurrieq Football Club) — мальтійський футбольний клуб з однойменного міста, заснований у 1949 році. Виступає у Третій лізі. Домашні матчі приймає на однойменному стадіоні, місткістю 100 глядачів.

## Досягнення
- Прем'єр-ліга
  - Бронзовий призер (3): 1981—82, 1986–1987, 1987—88
- Кубок Мальти
  - Володар (1): 1984–1985
  - Фіналіст (2): 1983–1984, 1985–1986
- Суперкубок Мальти
  - Фіналіст (1): 1985.

## Участь в єврокубках
| Сезон   | Турнір                 | Раунд        | Супротивник     | Рахунки матчів (загальний) |
| ------- | ---------------------- | ------------ | --------------- | -------------------------- |
| 1982–83 | Кубок УЄФА             | Перший раунд | Хайдук (Спліт)  | 1–4, 0–4 (1–8)             |
| 1985–86 | Кубок володарів кубків | Перший раунд | Баєр (Юрдінген) | 0–3, 0–9 (0–12)            |
| 1986–87 | Кубок володарів кубків | Перший раунд | Рексем          | 0–3, 0–4 (0–7)             |